# Daniel Engelmark
Daniel Engelmark, född 9 oktober 1747 i Jukkasjärvi församling, död 7 oktober 1825 i Jokkmokks församling, var en svensk präst. 

## Biografi
Daniel Engelmark föddes 1747 i Jukkasjärvi församling. Han var son till kyrkoherden Lars Engelmark i Jukkasjärvi församling och Margareta Vendela Teet. Han genomgick skolan i Härnösand, studerade vid Härnösands gymnasium 1760–1769, blev student vid Uppsala universitet och prästvigdes den 22 maj 1771. Han blev adjunkt hos Salomon Tornberg i Enontekis församling 1771, nådårspräst 1773, kyrkoherde i Enontekis församling 1775, avlade pastoralexamen 1786, blev kyrkoherde i Jukkasjärvi församling 1787 och utnämndes till kyrkoherde i Jokkmokks församling 1803 med tillträde 1804.

### Familj
Engelmark gifte sig första gången 1772 med Brita Tornberg (död 1804), dotter till kyrkoherden S. Tornberg i Enontekis församling och Margareta Curtelia. De fick tillsammans barnen kyrkoherden Lars Salomon Engelmark i Jokkmokks församling, kommissons lantmätaren Daniel Engelmark (1777–1852), studenten Ephraim Engelmark (1783–1806), Brita Engelmark (1786–1867), kyrkoherden Gustaf Engelmark i Arvidsjaurs församling och Anna Catharina Engelmark (1791–1812).
Han gifte sig andra gången 19 juni 1806 i Luleå med Anna Catharina Nordmark, dotter till kommissarien Hans Nordmark och Maria Plantin i Luleå.